# Amigo/De profesión «parao»
«Amigo/De profesión «parao»» es un doble sencillo del cantautor español José Luis Perales del álbum Sueño de libertad. Fue lanzado en 1987, por la discográfica Sony Music bajo el sello CBS, siendo Danilo Vaona el director de producción.

## Antecedentes
José Luis Perales confirmó que el disco se encontraba en etapas de grabación.

## Producción
Los productores <nombres> confirmaron su participación <info>...

## Contenido

### Lírico
<información sobre la letra de las canciones del disco>...

### Melodías e instrumentación
<información sobre el género de las canciones>...

## Recepción

### Crítica
El álbum recibió críticas mixtas. Las revistas <críticas que recibe el álbum>

### Comercial
El álbum obtuvo un buen rendimiento en las listas de popularidad de varios países. En España <recepción comercial del álbum en distintos países>...-->

## Lista de canciones
| Lado A |         |          |  |
| N.º    | Título  | Duración |  |
| 1.     | «Amigo» |          |  |

| Lado B |                        |          |  |
| N.º    | Título                 | Duración |  |
| 1.     | «De profesión «parao»» |          |  |

## Créditos y personal

### Músicos
- Batería: Massimo Buzzi.
- Teclados: Danilo Vaona y Vanni Bocuzzi.
- Bajo: Nanni Civitenga.
- Guitarra eléctrica: Lucciano Ciccaglione.
- Coros: Danilo Vaona, José Luis Gil, José Luis Perales, Tomás Muñoz.

### Personal de grabación y posproducción
- Producción: CBS Internacional; Nueva York, Estados Unidos.
- Ingenieros de grabación: Fabrizio Facioni
- Ingeniero de mezcla: Roberto Rosu.
- Estudios de grabación:  Italia
  - Roma
    - Studio Uno
    - Studio Titania

  - Génova
    - Studio Obi Wan
- Producción ejecutiva: Tomás Muñoz
- Producción: Danilo Vaona
- Coordinación: José Luis Gil
- Fotografía: Serapio Carreño

### Créditos y personal
- «DISCOGRAFÍA - SUEÑO DE LIBERTAD». joseluisperales.net. 2012. Archivado desde el original el 26 de abril de 2012. Consultado el 15 de enero de 2013.

- Datos: Q16529670